# (13826) 1999 WM
(13826) 1999 WM est un astéroïde de la ceinture principale d'astéroïdes découvert en 1999.

## Description
(13826) 1999 WM a été découvert le 16 novembre 1999 à l'observatoire astronomique d'Ōizumi, situé à Ōizumi, dans la préfecture de Gunma, au Japon, par Takao Kobayashi.

### Caractéristiques orbitales
L'orbite de cet astéroïde est caractérisée par un demi-grand axe de 2,38 UA, un périhélie de 1,90 UA, une excentricité de 0,20 et une inclinaison de 4,60° par rapport à l'écliptique. Du fait de ces caractéristiques, à savoir un demi-grand axe compris entre 2 et 3,2 UA et un périhélie supérieur à 1,666 UA, il est classé, selon la JPL Small-Body Database, comme objet de la ceinture principale d'astéroïdes.

### Caractéristiques physiques
(13826) 1999 WM a une magnitude absolue (H) de 14,7 et un albédo estimé à 0,190.